# Daniel Petrie
Daniel Mannix Petrie (ur. 26 listopada 1920 w Glace Bay, zm. 22 sierpnia 2004 w Los Angeles) – kanadyjski reżyser i producent filmowy oraz telewizyjny. Pracował z powodzeniem w Kanadzie, Hollywood oraz w Wielkiej Brytanii. Ojciec reżysera Donalda Petriego oraz scenarzysty i reżysera Daniela Petriego Jr.

## Filmografia

### Filmy fabularne
- 1960: The Bramble Bush
- 1961: Rodzynek w słońcu (A Raisin in the Sun)
- 1962: Siła przyciągania (The Main Attraction)
- 1963: Stolen Hours
- 1966: The Idol
- 1966: The Spy with a Cold Nose
- 1973: Podwodna odyseja (The Neptune Factor)
- 1974: Buster and Billie
- 1976: Lifeguard
- 1978: Betsy (The Betsy)
- 1980: Zmartwychwstanie (Resurrection)
- 1981: Fort Apache, Bronx (Fort Apache the Bronx)
- 1982: Paczka sześciu (Six Pack)
- 1984: Chłopiec z zatoki (The Bay Boy)
- 1987: Amerykański kadryl (Square Dance)
- 1988: Pogrzeb wikinga (Rocket Gibraltar)
- 1988: Kokon: Powrót (Cocoon: The Return)
- 1994: Lassie
- 1997: Pomocnik (The Assistant)

### Filmy TV
- 1969: Silent Night, Lonely Night
- 1971: Big Fish, Little Fish
- 1971: The City
- 1971: Young Marrieds at Play
- 1971: A Howling in the Woods
- 1973: Księżyc wilkołaka (Moon of the Wolf)
- 1973: Trouble Comes to Town
- 1974: Mousey
- 1974: The Gun and the Pulpit
- 1975: Returning Home
- 1977: Eleanor i Franklin w Białym Domu (Eleanor and Franklin: The White House Years)
- 1977: The Quinns
- 1984: Lalkarka (The Dollmaker)
- 1985: Egzekucja Raymonda Grahama (The Execution of Raymond Graham)
- 1986: Half a Lifetime
- 1989: Nazywam się Bill W. (My Name Is Bill W.)
- 1991: Mark Twain and Me
- 1992: Skłócone miasto (A Town Torn Apart)
- 1995: Kissinger i Nixon (Kissinger and Nixon)
- 1996: Odnaleźć siebie (Calm at sunset)
- 1998: Między cudem a życiem (Monday After the Miracle)
- 1999: Kto sieje wiatr (Inherit the wind)
- 2001: Walter i Henry (Walter and Henry)
- 2001: Szaleństwa Iris (Wild Iris)